# Andrijiwka (hromada Dykańka)
Andrijiwka (ukr. Андріївка) – wieś na Ukrainie, w obwodzie połtawskim, w rejonie połtawskim, w hromadzie Dykańka. W 2001 liczyła 423 mieszkańców, wśród których 410 wskazało jako ojczysty język ukraiński, 7 rosyjski, 4 mołdawski, 1 węgierski, a 1 osoba inny.